# 诺瓦克·罗甘诺维奇
诺瓦克·罗甘诺维奇（romanized: Novak Roganović，1932年1月14日—2008年2月4日），塞尔维亚男子足球运动员，场上位置是后卫。他曾代表南斯拉夫国奥队参加1960年夏季奥林匹克运动会足球比赛，获得一枚金牌。